# Havbro
Havbro – lokalt mest stavet Haubro – er en by i det vestlige Himmerland med 377 indbyggere  (2025), beliggende 6 km vest for Aars, 6 km nordøst for Farsø og ca. 50 km sydvest for Aalborg. Byen hører til Vesthimmerlands Kommune og ligger i Region Nordjylland. I 1970-2006 hørte byen til Aars Kommune.
Havbro hører til Havbro Sogn, og Havbro Kirke ligger i byen.

## Foreningslivet
Havbro har et rigt foreningsliv for alle aldre.
Idrætsforeningen tilbyder floorball, gymnastik, badminton, fodbold, dart og familiesvømning.
Byen har en kreaklub som mødes en gang og ugen og hygger med stikning, hækling, syning osv.
Beboerforeningen afholder bl.a. fællesspisninger og står for at vedligeholde byens legepladser. De kalder sammen når byens sognefest skal planlægges sammen med byens andre foreninger.

## Skoler
- Haubro Friskole og Børnehus er en Grundtvig-koldsk friskole, SFO (Røverhulen), børnehave (Sneglehuset) og vuggestue (Skovhuset). Friskolen har ca. 120 elever fra 0. til 9. klasse, hvor enkelte kan være sammenlæst. Skolen er en sammenslutning af Haubro Friskole, som blev oprettet i 1898 og Søttrup Friskole der blev oprettet i 1889. Sammenslutningen fandt sted den 1. august 1989, hvor skolen fik navnet Haubro Søttrup Friskole. Den 5. november 2010 skiftede skolen navn til Haubro Landsbyskole - Himmerlands Friskole. Sneglehuset med børnehave og vuggestue der tidligere var en selvstændig institution fusionerede med friskolen 1. januar 2015.[2] Den 19. august 2021 skiftede institutionen navn til Haubro Friskole og Børnehus.
- Himmerlands Ungdomsskole er en efterskole, der er grundlagt i 1920[3] og tilbyder undervisning i 9. og 10. klasse samt en prøvefri linje på 10. årgang. Skolen har 19 medarbejdere og plads til 170 elever.[4]

## Historie
I 1901 blev Havbro beskrevet således: "Havbro (Nørre- og Sønder-H.), ved Landevejen, med Kirke, Skole, Forsamlingshus (opf. 1885), Bageri og Planteskole;" Det lave målebordsblad viser desuden telefoncentral og mejeri.
Havbro havde kirke, men ikke præstegård, for Havbro Sogn var dengang et anneks til Aars Sogn. Senere blev Havbro en selvstændig sognekommune frem til kommunalreformen i 1970.

### Jernbanen
Havbro havde station på Aalborg-Hvalpsund Jernbane (1910-69). Stationen havde fra starten 178 meter omløbs- og læssespor over for stationsbygningen. I 1918 blev det forlænget med 60 meter. Desuden var der fra starten privat sidespor til Haubro Brugsforening. Stationen havde stor persontrafik pga. ungdoms-/efterskolen. Stationen hed indtil 1958 Haubro.
Stationsbygningen er bevaret på Elevvej 15. Fra krydset Løgstørvej/Forbindelsesvejen er banetracéet bevaret helt til Aars. På de første 4 km benyttes det af Naturstien Nibe-Hvalpsund. Syd for Gamborgvej er der bevaret et stykke banetracé med høje dæmninger gennem Trend Ådal.

### Genforeningssten
På Højbakken, hvortil en sti fører op fra indkørslen til Havbrovej 68, står en sten der blev afsløret 9. juli 1920 til minde om Genforeningen i 1920.